# Alte Gilde Schönkirchen von 1560
Die Alte Gilde Schönkirchen von 1560 führt die Traditionen früherer Gilden weiter, indem sie Gildemitgliedern bei Knochenbrüchen ein Schadegeld zahlt, im Todesfall ein Sterbegeld gewährt und die Sargträger für die Beerdigung stellt und überdies die plattdeutsche Sprache und Kultur pflegt.

## Vorgeschichte
Ihr Ursprung liegt weit in der Geschichte zurück. Das Wort „Gilde“ bezeichnete ursprünglich in heidnischen Zeiten Opfer und Opfermahl und wurde später eine allgemeine Benennung für jede Art geselliger Veranstaltung. Der Gedanke, nicht nur gemeinsam zu feiern, sondern sich auch ansonsten in jeder Lage beizustehen, festigte sich im Laufe der Zeit immer mehr. Dabei stand weniger der christliche Gedanke der selbstlosen Nächstenliebe im Vordergrund – man gab nicht, um zu geben (weil etwa geben seliger denn nehmen sei), sondern um in gleicher Notlage wieder zu empfangen. Im Gegensatz zur Familie als Schicksalsgenossenschaft, in die man ohne besonderes Zutun hineingeboren wird, waren die Gilden die ersten Formen der Wahlgenossenschaft, der man aus eigenem Entschluss beitreten konnte. Die Verpflichtung zum gegenseitigen Beistand wurde häufig durch einen Schwur besiegelt, bis König Karl der Große im fränkischen Reich in einem Capitular von 779 den Gildeeid verbot und dabei ausdrücklich die Brandunterstützung erwähnte.
Die Gilden waren eine echt mittelalterliche Gemeinschaft, die in die Lücke trat, die sich infolge der allmählichen Abnahme der familiären Bindungen ergab, während weder die staatliche Organisation noch die auf dem Erwerbssinn beruhenden privatwirtschaftlichen Unternehmungen hinreichend entwickelt waren, um der Familie die Aufgaben abzunehmen, die zunehmend über ihre Kräfte hinausgingen.
Prägend für das Zusammengehörigkeitsgefühl insbesondere auf dem Lande waren seit jeher die Schützenfeste, die als Bauerngelage geselliger Höhepunkt des dörflichen Lebens waren. Je nach den örtlichen Gegebenheiten lag der Schwerpunkt des Gildelebens damit in der Brandunterstützung (Brandgilden, die sich insbesondere in den freien Bauerndörfern Dithmarschens bildeten), der Unterstützung der Kirchen (Kirchengilden, die regelmäßig unter der Leitung eines Priesters standen, sog. Kalanden) oder die Förderung der Waffenfähigkeit und der Geselligkeit der Gildebrüder (Schützen- und Lustgilden).

## Die Große Brand- und Kirchengilde von 1560

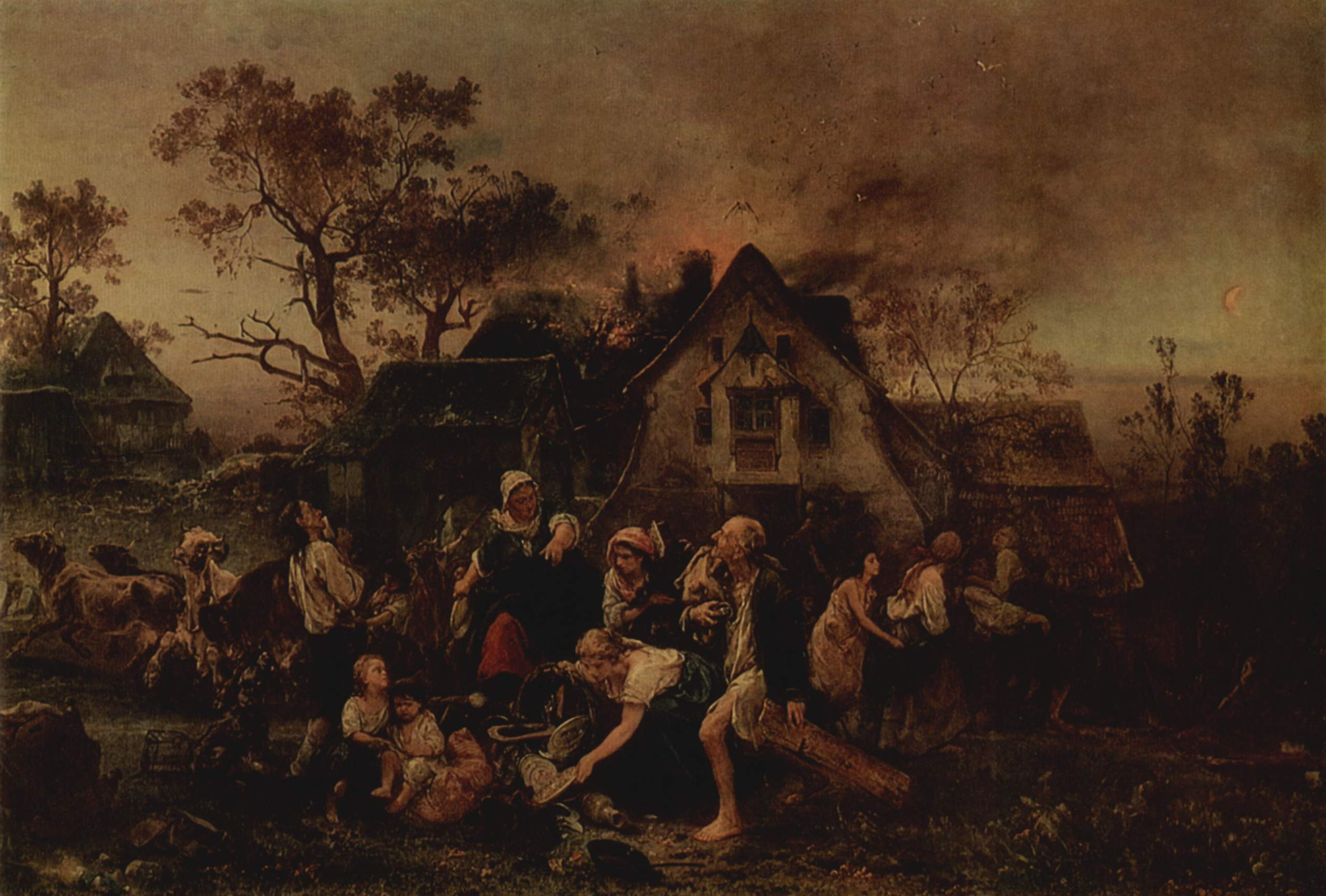
Feuer im Dorf

Im Jahre 1544 wurden im Zuge der Regelung einer Erbfolgefrage die Herzogtümer Schleswig und Holstein unter den drei erbberechtigten Söhnen des dänischen Königs Friedrich I. aufgeteilt, wobei Schönkirchen dem Herzog Adolf I. von Schleswig-Holstein-Gottorf zugeschlagenen Landesteil angehörte. Dieser begab sich allerdings zunächst auf Reisen und ließ sein Land von Johann Rantzau verwalten, der zusammen mit seinem Sohn Heinrich Rantzau in Dithmarschen die in den dortigen Bauerndörfern verbreiteten Brandgilden kennengelernt hatte, die dort die Brandunterstützung leisteten. Im Osten Holsteins war die Brandunterstützung zu großen Teilen von den adligen Kirchspielsjunkern zu leisten, die auf diese Weise die Leistungsfähigkeit ihrer dienstpflichtigen Untertanen sicherten. Insbesondere Heinrich Rantzau sorgte für die Verbreitung der Gegenseitigkeitsidee der Brandgilden im übrigen Holstein.
Das Dorf Schönkirchen war zu dieser Zeit ein Kieler Stadtdorf und wurde durch den Kieler Magistrat verwaltet. Die Einkünfte aus dem Dorf gingen zunächst an die mit dem Heiligengeistkloster verbundenen Armen- und Krankenhäuser, später zum überwiegenden Teil an die Nicolaikirche in Kiel.
Soweit in Schönkirchen bereits vor 1560 eine Gilde existierte, war diese vermutlich nur eine Schützengilde mit Bauerngelag und hat erst 1560 auf Veranlassung der Gutsherrin von Schrevenborn zusammen mit den Kirchspielsjunkern Bartram Pogwisch auf Dobersdorf, Christopher Gadendorp auf Schönhorst und Gräfin Blome auf Oppendorf die Feuerversicherung aufgenommen. Die Versicherung indes muss zunächst aber belangloser Nebenzweck gewesen sein, während die anderen Zwecke, denen auch das vorhandene Gildehaus diente, also Gelage und Schützenfest, im Vordergrund standen. Die Feuerversicherung gedieh in den ersten Jahren auch nicht so recht und litt an mangelndem Enthusiasmus der Schönkirchener, so dass die Brandgenossenschaft im Jahre 1606 reformiert und bestätigt werden musste.
Die Aufgaben der Gilde lagen sowohl in der Schadensverhütung als auch in der Schadensvergütung. Alle vier Jahre wurden die versicherten Häuser von einer Kommission auf Schäden überprüft und vier Wochen später kontrolliert, ob die Beanstandungen durch den Eigentümer abgestellt waren. Kam es gleichwohl zu einem Brand, wurde dem Geschädigten schnelle Hilfe zuteil: durch tätige Mithilfe bei der Reinigung der Brandstelle, die Lieferung von dringend benötigten Haushaltsgegenständen, von Baumaterialien und nicht zuletzt durch Hand- und Spanndienste beim Wiederaufbau. Das Gildemotto: „Een för all – all för een“ hat hier seinen Ursprung.
Zu Pfingsten fand das Gildefest statt, bei dem Rechenschaft abgelegt, anstehende Entscheidungen getroffen und die Älter- und Schauleute gewählt wurden, die die Gildegeschäfte führten und Schäden taxierten. Abends nach dem Königsschießen auf den eisernen Vogel, der auf einer Stange befestigt war, ging man im Gildehaus beim selbstgebrauten Bier zum gemütlichen Teil des Gildefestes bei Musik und Tanz über. Die Aufsicht über Sitte und Anstand oblag bereits damals der Achtmannschaft.
Zunächst war das Brandgildewesen in Schleswig und Holstein unreguliert und von einer behördlichen Genehmigung nicht abhängig. Zunehmend wurde die landesherrliche Konfirmation der Satzungen neu gegründeter Brandgilden notwendig, bis im Jahre 1739 König Christian VI. für die dänischen Teile Holsteins verfügte, dass die Gebäudefeuerversicherung nur mehr in den durch königlich-herzoglichen Beschluss errichteten Brandgilden statthaft wäre, für die das Fortbestehen des Wettbewerbs durch private Feuerversicherungen recht lästig gewesen wäre. Als Begründung für diesen regulativen Eingriff wurde neben dem Vorwurf, dass die Gildefeste in wüste Gelage auszuufern pflegten, auch die übliche Überversicherung benannt, die teilweise dadurch erklärt war, dass der überschießende Teil die Schäden am lebenden und toten Mobiliar decken sollte, allerdings auch viele Fälle einer echten Überversicherung über den Wert von Haus und Mobiliar hinaus bekannt geworden waren. Viele Brandgilden gaben daraufhin die Gebäudefeuerversicherung auf und wandten sich der Mobiliarversicherung zu.
Die Schönkirchener Gilde blieb zunächst davon unbeeinflusst. Herzog Peter III. war von der kinderlosen Zarin Elisabeth zum russischen Thronfolger ernannt worden und regierte seine holsteinischen Besitzungen aus Petersburg. Mit seiner Thronbesteigung 1762 vereinigte sich der holsteinische Herzogstitel mit der russischen Zarenkrone, wodurch Schönkirchen zwischenzeitlich russisch wurde. Seine Gemahlin und Nachfolgerin Katharina II. hatte als Zarin indes nach ihrer Machtergreifung keine Verwendung für die schleswig-holstein-gottorfischen Landesteile und trat diese in Vertretung ihres Sohnes, Herzog Paul I., 1773 im Vertrag von Zarskoje Selo an König Christian VII. von Dänemark ab. Dieser dehnte die öffentlich-landesherrliche Gebäudefeuerversicherungspflicht auf seine neuerworbenen Ländereien aus, worauf die Schönkirchener Gilde die Feuerversicherung gänzlich aufgab und man sich fortan nur der Pflege der Dorfgemeinschaft widmete und die Gilde einstweilen als Lustgilde fortführte. Auch die Aufhebung des Versicherungszwanges 1878 führte nicht dazu, dass man sich wieder für die Feuerversicherung erwärmen wollte.

## Die Windgilde für Schönkirchen und Umgegend von 1819
Im Jahre 1819 wurde die Brand- und Kirchengilde von 1560 durch sechs Schönkirchener Hufenbesitzer in eine Windgilde für Schönkirchen und Umgegend umgewandelt, die den versicherten Hausbesitzern Unterstützung bei Sturmschäden bieten sollte. Das Gebiet dieser Gilde erstreckte sich nach dem Statut über die Kirchspiele Schönkirchen, Schönberg, Probsteierhagen und Elmschenhagen, reichte aber später auch weiter darüber hinaus.

Statuten der Gilde

 Wer in die Gilde eintreten wollte, musste sein Haus durch einen Schaumann beschauen lassen, der daraufhin die Versicherungssumme festsetzte. Der Taxwert war wichtig für die zu zahlende Umlage. Im Gegensatz zum heute üblichen Verfahren der Zahlung von Versicherungsprämien im Voraus wurden die Gildebrüder damals nach einem Schadensereignis im Wege der Umlage in Anspruch genommen. Die Höhe der durch den einzelnen Gildebruder zu leistenden Umlage richtete sich dabei nach dem Verhältnis der von ihm versicherten Summe zur gesamten Versicherungssumme der Gilde. Im Jahre 1900 betrug die Versicherungssumme der Windgilde RM 37.400,00.
Bei öffentlichen Versicherungsanstalten und privaten Assekuranzen waren Sturmschäden lange nicht versicherbar. Erst um das Jahr 1900 nahmen diese auch die Sturmschäden in die Elementarschadenversicherung auf und gruben den zu dieser Zeit bestehenden 18 selbständigen Windgilden in Holstein das geschäftliche Wasser ab, da sie im Gegensatz zu den räumlich stark konzentrierten Windgilden das Risiko auf ihr gesamtes Geschäftsgebiet verteilen konnten. Dieser Nachteil der lokalen Windgilden wurde insbesondere im Jahre 1894 deutlich, als orkanartige Stürme zu einem Schaden von 2412,00 RM führten, der im Umlageverfahren nicht zu decken war und zu vier Fünfteln bei der örtlichen Sparkasse kreditfinanziert werden musste.
Doch auch die Windgilde hielt die dörfliche Gemeinschaft in hohen Ehren und hielt jährlich zu Pfingsten ihr Gildefest ab. Ab etwa 1840 wurde das Gildefest nach dem streng reglementierten Vogelschießen in der Gastwirtschaft Im Landhause gefeiert. Das 350-jährige Jubiläum der Gilde 1910 wurde mit einem großen Ball beendet. Vermutlich wegen des Ersten Weltkrieges wurde die Tätigkeit der Gilde geringer, bis sie in der Zeit nach 1927 in die Knochenbruchgilde überging. Die Alte Gilde Schönkirchen von 1560 pflegt und ehrt die Fahne der Windgilde jedoch auch weiterhin.

## Die Knochenbruchgilde für Schönkirchen und Umgebung von 1875
Als die Arbeit auf den Bauernhöfen nicht mehr nur durch die Söhne und Brüder der Hufner, sondern zunehmend durch familienfremde Knechte verrichtet wurde, die auf ihre Arbeitskraft besonders angewiesen waren, kam es im 17. und 18. Jahrhundert zur Gründung von Knechtsgilden, in denen sich die Knechte gegen die Knochenbrüche versichern konnten, die sie stets in eine besonders schwierige Lage brachten, da die Kosten für die medizinische Betreuung und der Einnahmenausfall das äußerst geringe Vermögen der Knechte vollständig aufzehrten und sie völlig verarmen ließen. Ursprünglich nur als Unterstützungseinrichtung der Knechte gedacht, öffneten sich die Knechtsgilden 1735, als Christian VI. die Knechtsgilden als Unruheherde verbieten ließ, hinsichtlich ihres Versichertenkreises oder auch hinsichtlich der versicherten Risiken.
Während man in Alt-Heikendorf bereits 1709, in Flüggendorf 1852 und in Schönhorst 1853 das Bedürfnis nach einer Unterstützungskasse bei Knochenbrüchen hatte, wurde in Schönkirchen die Knochenbruchgilde erst 1875 gegründet. Viele der Regelungen, die die Statuten von 1875 vorsehen, sind Teil der Tradition der Alten Gilde Schönkirchen von 1560 geworden. Die Versicherungssummen nahmen sich anfangs vergleichsweise bescheiden aus, so wurde für einen schweren Bruch bei Gründung 0,90 RM gezahlt, für einen leichten 0,60 RM. Der Bruch musste innerhalb von drei Tagen unter Vorlage eines Attestes bei freier Arztwahl gemeldet werden. Bei mehreren Brüchen wurde der schwerere Bruch bezahlt.
Das Gildefest wurde jährlich am 1. Sonntag vor Johanni gefeiert – und wie bei allen Gilden gehörte auch ein Vogelschießen zu einer gelungenen Feier. Die Statuten sahen bereits den auch heute noch üblichen Holzvogel vor, der waagerecht beschossen wurde. Die anfangs übliche offene Liste, auf der sich jeder eintrug, der schießen wollte und sich dann auch selbst zu König schießen konnte, wurde wegen zunehmender Amtsunlust der Königskandidaten um die Jahrhundertwende zur verdeckten Liste geändert, bei der der Schütze nicht weiß, für wen er schießt.
Nach der Reichseinigung von 1871 hatte der Kanzler Otto von Bismarck die sozialdemokratischen Parteien als Reichsfeinde betrachtet, deren Basis es mit „Zuckerbrot und Peitsche“ zu zerstören galt. Hatte er durch das Sozialistengesetz vom 19. Oktober 1878 zunächst die Peitsche knallen lassen, wurde durch die Kaiserliche Botschaft Wilhelms I. vom 17. November 1881 das Zuckerbrot verabreicht, das am 1. Dezember 1884 zur Gründung der gesetzlichen Krankenversicherungen und am 1. Oktober 1885 zur Gründung der Berufsgenossenschaften als Träger der gesetzlichen Unfallversicherung führte, in die ab 1886 auch die in landwirtschaftlichen Betrieben Beschäftigten aufgenommen wurden (siehe dazu Geschichte der Sozialversicherung in Deutschland). Obwohl ein Knochenbruch danach kein existenzielles Risiko mehr war, blieben die Gildebrüder weiter ihrer Gilde verbunden.
Das Gildeleben erfuhr nach dem Ausbruch des Ersten Weltkrieges eine deutliche Einschränkung. Von 1915 bis 1918 wurden die Gildefeste ausgesetzt und nur eine Gildeversammlung gehalten, 1919 ein kurzes Fest von einem Tag gefeiert. Erst ab 1920 wurden die Festaktivitäten wieder vollständig aufgenommen.
Wenig später hinterließ die galoppierende Inflation auch beim Schadegeld deutliche Spuren, das wegen der Geldentwertung 1923 auf RM 300.000.000.000.000,00 (RM 300 Billionen) festgelegt wurde.
Nach 1933 griff der Staat vermehrt in die Angelegenheiten der Gilde ein. Durch ministerielle Anordnung von 1934 durften die Gildeämter nur mehr Ehrenämter sein. 1935 wurden die Gilden der Versicherungsaufsicht unterworfen, hatten ihre Satzungen an die Regelungen des Versicherungsaufsichtsgesetzes anzupassen und Reservefonds zu bilden, die nach versicherungsmathematischen Grundsätzen ermittelt worden waren. Da Anträge bei den Behörden auf Ausnahme von den gesetzlichen Regelungen nicht fruchteten, wurde die Gilde durch Beschluss der außerordentlichen Gildeversammlung vom 23. Oktober 1935 aufgelöst.
Es wurde jedoch gestattet, im Sinne der „alten Volksgemeinschaft“ Gildefeste zu feiern. Das letzte Gildefest vor dem Krieg fand 1938 statt.

## Nach 1945 – Alte Gilde Schönkirchen von 1560
Nach dem Zweiten Weltkrieg gehörte Schönkirchen zur britischen Besatzungszone. Die Besatzungsmacht tat sich jedoch etwas schwer mit der Wiederzulassung von Vereinen, zu deren Brauchtumspflege Fahnenummärsche bei Blasmusik und Schießveranstaltungen gehörten. Die erste Gildeversammlung nach dem Krieg fand am 17. Juni 1950 statt. Auch ein Gildefest aus Anlass des 75. Jahrestages der Knochenbruchsgilde wurde bereits 1950 gefeiert.
In den folgenden Jahren organisiert sich die Gilde zunehmend zu einer Sozialgilde um. 1952 wurde beschlossen, die Statuten so zu ändern, dass sich auch alleinstehende Frauen als Vollmitglied der Gilde eintragen lassen können. Ein Jahr später wurde die Gildekönigin auf dem Gildefest erstmals durch Fischpicken ermittelt. Auch andere Neuerungen wurden in dieser Zeit eingeführt: So nahm die Gilde 1955 zum ersten Mal offiziell mit Fahnenabordnung an der Beerdigung eines Mitgliedes teil. Der Beschluss, einen einheitlichen Gildehut zu tragen, wurde im gleichen Jahr gefasst. Die Gildeschwestern mussten noch bis 1993 warten, bis in Zusammenarbeit mit der Schneidermeisterin Sünne Lindenthal für sie die Schönkirchener Tracht entwickelt wurde.
Zur 400-Jahr-Feier 1960 beschloss man die Umbenennung der Gilde in Alte Gilde Schönkirchen von 1560 und die Fortführung der Traditionen der drei Vorgängergilden.
Um Terminkonflikte mit der Kieler Woche zu vermeiden, wurde das Gildefest erstmals 1972 vom Junitermin auf das letzte Wochenende im Mai verlegt. Eine Festschrift erschien zuerst 1976.
Weil der alte Gildeplatz besonders bei Regen aufgeweicht war, wurde 1983 auf dem Weidenkamp der neue Schießstand errichtet. Dieser wurde von seiner ursprünglichen Gestalt mehrfach geändert, als die Schießbahn des Luftgewehrschießstandes überdacht wurde oder 2009 der neue Anbau bzw. die Festhalle fertiggestellt wurde. Die Aktivitäten der Sportschützen sind bereits 1993 in einen eigenen Verein, die Sportschützengemeinschaft der Alten Gilde Schönkirchen von 1560 e.V., ausgelagert worden, wo sie die Ehre der Alten Gilde bei schießsportlichen Veranstaltungen mit Erfolg verteidigen.

## Organe der Gilde
Der Gesamtvorstand der Alten Gilde Schönkirchen von 1560 besteht aus dem geschäftsführenden Vorstand (§ 8 Abs. 1 des Gildestatuts) und der Achtmannschaft (§ 8 Abs. 4 des Gildestatuts). Alle zur Wahl anstehenden Posten werden in der Gildeversammlung am ersten Sonnabend im März des jeweiligen Jahres besetzt.
Der Gildeadel (König, Königin) wird beim Gildefest am letzten vollen Maiwochenende ermittelt.